# Mathieu Bonnel
Pour les articles homonymes, voir Bonnel et Bonello.
Mathieu Bonnel ou Matthieu Bonnello (en latin : Mat(t)heus Bonellus ; en italien : Matteo Bonello) est un baron normand du royaume de Sicile qui participa en 1160/1161 à la révolte dirigée par les barons rebelles et à la tentative de renversement du roi Guillaume Ier de Sicile.

## Biographie

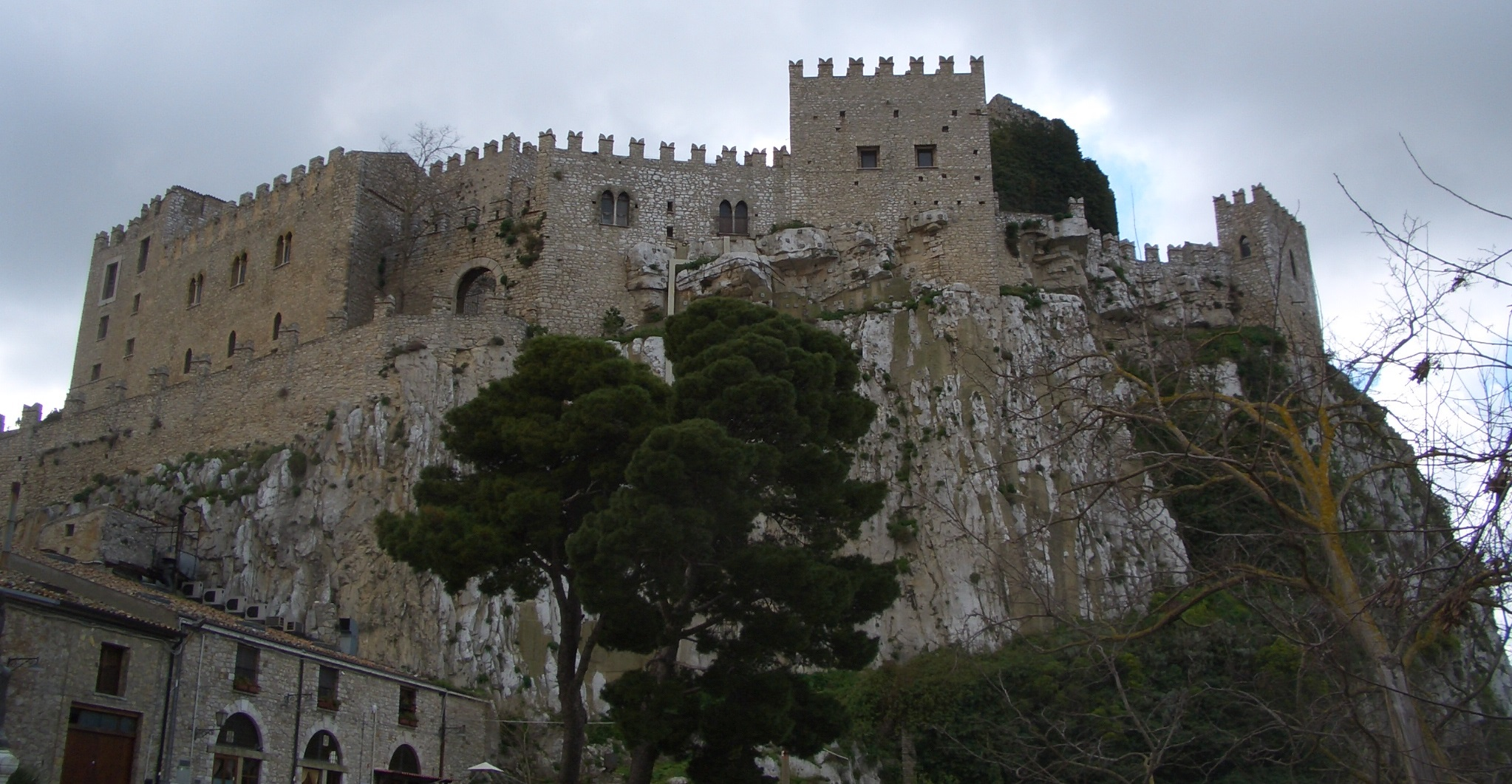
Château de Caccamo

Mathieu Bonnel naît vers 1130 dans une famille appartenant à la noblesse franco-normande. Chevalier normand et seigneur de Caccamo (Sicile), il est chargé en 1160 par le roi d'étouffer une énième révolte de barons normands et du peuple qui contestent l'augmentation des impôts et le pouvoir du détesté Maion de Bari, « Émir des Émirs » du royaume normanno-sicilien, personnage très puissant et ambitieux de la cour palermitaine qui projette peut-être même de renverser le roi Guillaume, personnage plutôt indolent, vivant retiré dans ses palais, et laissant le soin à Maion de s'occuper des affaires de son royaume. Mais le chevalier Bonnel finit par s'entendre avec les rebelles : il rentre à Palerme et, avec la complicité de l’archevêque de la ville Hugues, attire Maion dans une embuscade avant de le transpercer de son épée et, d’une fenêtre de l’archevêché, jette son corps à la foule déchaînée qui le piétine et traîne le cadavre déchiqueté dans les rues de Palerme. Mais la mort de Maion n'est qu'un début et très rapidement, les conjurés se précipitent en masse vers Palerme et font irruption dans le palais royal en le dévastant.
Le roi, épouvanté, cherche vainement à fuir. Quelques barons se jettent sur lui pour le mettre en pièces quand l'un d'eux, Richard de Mandra, s'interpose à temps, réussissant à faire épargner le roi qui est néanmoins capturé et emprisonné, tandis que son fils aîné, Roger, un enfant âgé de neuf ans, est placé sur le trône à sa place. Tout le personnel de la cour est massacré et un pogrom anti-musulman débute mettant ainsi fin à la tolérance normanno-sicilienne où juifs, musulmans, et orthodoxes, pouvaient vivre en paix sans être persécutés. Au bout de trois jours de pillage, saccage, et d'incendie, une insurrection du peuple finit par rétablir le roi en chassant les barons conjurés dont certains se réfugient dans la forteresse de Caccamo, fief de Mathieu Bonnel. Roger, le fils du roi, décède dans la cohue. Deux versions des faits : une flèche l'aurait atteint, volontairement ou pas ; son père, furieux par tous ces événements, l'aurait mortellement blessé en lui donnant un coup violent pour le repousser alors que Roger courait vers lui.
Ayant repris le pouvoir (début 1161), le roi Guillaume fait savoir aux conjurés qu'il est prêt à pardonner à une condition : ils sont bannis du royaume. Certains quittent le royaume mais Mathieu, confiant, se rend à la cour du roi : peut-être ne veut-il pas quitter sa fiancée, la jeune Clémence, fille naturelle du roi Roger II de Sicile ? Possible mais c'est une erreur, car il est arrêté. Le roi lui fait crever les yeux et l'emprisonne dans la sinistre prison royale de Palerme où il disparaît de l'Histoire. Les barons font une vaine tentative pour le sauver qui se termine dans le sang tandis qu'une autre révolte, en Calabre, est sévèrement écrasée par le roi Guillaume en personne.

## Sources
- Hugues Falcand, Histoire Des Tyrans De Sicile